# Gerhard III. Lonski
Gerhard III. Lonski (včasih tudi Loenski ali Loonski) (* okoli 1180, † 1221) je bil grof v grofiji Lohn, katerega ozemlje se je do padca leta 1316 raztezalo čez Westmünsterland in dele regije Achterhoek v provinci Gelderland. Bil je tudi gospod Bredevoortski od 1190 do 1221, kjer je prebival je na gradu Bredevoort.

## Življenje
Herman I. Lonski je izhajal iz plemiške rodbine gospodov Lonskih, kot sin  Gotšalka II. Lonskega (1139–1192). Odraščal je skupaj z bratoma Janezom in Hermanom Bredevoortskima. Gerhard je leta 1195 nasledil svojega pokojnega očeta. Eno njegovih najpomembnejših dejanj je bila ustanovitev betlehemskega samostana. Po Gerhardovi smrti je posle svobodne grofije prevzel njegov sin Herman I. Lonski. Viri ne dajejo nobenih informacij o njegovem nadaljnjem življenju.

## Družina in otroci
Gerhard III. Lonski  je bil poročen z Riheco Bredevoortsko. V zakonu so se mu rodili naslednji otroci:
- Herman I. Lonski  (* ok. 1200; † 1252) naslednik
- Oton  Lonski (* ok. 1205; † po 1255) kanonik v Münstru, Kölnu in Bremenu
- Henrik  Lonski  (* okoli 1200 ; † po 1247 ) kanonik v Münstru in prošt v Friziji
- Beatrisa (⚭ Sveder Ringelberški)
- Matilda  (⚭ Herman Münsterski)

## Spletne povezave
- Lonski pri Germania Sacra
- Digitalna kopija grofje Lonski